# Suối nguồn
Suối nguồn (tiếng Anh: The Fountainhead) là một tiểu thuyết xuất bản năm 1943 của nhà văn nữ Ayn Rand. Đây là tác phẩm thành công đại chúng đầu tiên của bà. Thu nhập từ tác quyền và chuyển thể sang điện ảnh từ tác phẩm này đã mang lại cho bà danh vọng và sự ổn định về tài chính. Hơn 6,5 triệu bản đã được bán trên khắp thế giới và tác phẩm đã được dịch sang nhiều ngôn ngữ khác, trong đó có tiếng Việt.
Nhân vật chính của tác phẩm, Howard Roark, là một kiến trúc sư trẻ theo chủ nghĩa cá nhân, quyết chọn cho mình con đường tranh đấu dù đầy chông gai hơn là phải đem đam mê và quan điểm của mình ra để thỏa hiệp. Tác phẩm theo dấu hành trình của anh trên con đường hoạt động kiến trúc theo trường phái hiện đại, trường phái mà anh cho là ưu việt hơn so với lối kiến trúc truyền thống mà hầu hết tất cả mọi người tôn thờ. Bằng cách xây dựng những mối quan hệ với những nhân vật khác chung quanh Howard Roark, Ayn Rand lột tả nhiều hình mẫu nhân cách con người, tất cả đều khác với hình mẫu lý tưởng mà bà đặt vào Howard Roark. Bà miêu tả đám người kia là "second-handers" ("những người sống thứ sinh" - bản dịch Nhà xuất bản Trẻ) là những kẻ sống phụ thuộc, tồn tại nhờ vào người khác. Những mối quan hệ phức tạp giữa Howard Roark và những nhân vật khác, có người giúp, có người cản trở, thậm chí cả hai, làm cho tác phẩm rất giàu kịch tính và đậm tính triết lý. Qua ngòi bút của Ayn Rand, Howard Roark trở thành hiện thân của linh hồn con người và cuộc đấu tranh của anh đại diện cho chủ nghĩa cá nhân đối lập với chủ nghĩa tập thể.
Bản thảo tiểu thuyết đã bị 12 nhà xuất bản từ chối cho đến khi một biên tập viên trẻ tuổi, Archibald Ogden, của nhà xuất bản Bobbs-Merrill Company thuyết phục để tác phẩm này được in. Mặc dù ngay từ đầu nó đã nhận nhiều lời phê bình tiêu cực, nhưng quyển sách đã được mọi người truyền miệng nhau và bán được hàng trăm ngàn bản. Suối nguồn đã được chuyển thể sang điện ảnh vào năm 1949, với Gary Cooper đóng vai Howard Roark, và kịch bản phim do chính Ayn Rand thực hiện.

## Tóm tắt nội dung
Vào mùa xuân năm 1922, Howard Roark bị đuổi khỏi khoa Kiến trúc của Học viện Công nghệ Stanton sau 3 năm theo học vì đam mê trường phái hiện đại và không tuân thủ trường phái Cổ điển, Phục Hưng: Em muốn trở thành một kiến trúc sư, chứ không phải một nhà khảo cổ học. Anh rời thị trấn Stanton đến thành phố New York để làm việc cho Henry Cameron - một kiến trúc sư nổi tiếng bị tiếng tăm mà Roark ngưỡng mộ. Peter Keating tốt nghiệp thủ khoa của trường Staton; trong học tập đôi khi có nhờ Roark trợ giúp các dự án của mình. Peter Keating cũng đến New York để làm việc tại hãng Francon & Heyer, là một công ty kiến trúc lớn. Roark và Cameron tuy giỏi nhưng thuộc trường phái hiện đại nên hiếm khi nhận được công trình. Keating thì dùng nhiều thủ đoạn để loại bỏ các đối thủ trong công ty và cuối cùng trở thành một đối tác của Guy Francon. Sau khi Heyer chết, Công ty Francon & Heyer đổi tên thành Francon & Keating.
Sau khi Cameron nghỉ hưu, Keating thuê Roark về làm tại Công ty Francon & Heyer (lúc này chưa đổi tên), nhưng Roark sớm bị sa thải vì không phục tùng ý kiến thiết kế kiến trúc của Francon. Roark làm việc một thời gian ngắn tại một công ty khác, sau đó mở văn phòng riêng của mình. Sau một vài công trình nhỏ thì Roark gặp khó khăn trong tìm kiếm khách hàng nên cuối cùng phải đóng cửa văn phòng. Anh đi làm công nhân tại một mỏ đá granit ở Connecticut thuộc sở hữu của Francon, tại đây anh gặp con gái của Francon là Dominique Francon - một nhà báo viết chuyên mục trang trí nội thất cho tờ Ngọn cờ New York, trong khi cô đang đi nghỉ tại biệt thự của gia tộc ở gần đó. Có một điểm thu hút ngay lập tức giữa họ dẫn đến một đêm ân ái giữa Roark và Dominique, chính xác hơn là Roark đã cưỡng bức Dominique. Ngay sau đó, Roark có thư và trở về New York.
Roark về New York xây Tòa nhà Enright. Ellsworth M. Toohey - tác giả của một cột báo về kiến trúc trên tờ Ngọn cờ New York, không thích các thiết kế kiểu hiện đại của Roark. Toohey đặt ra một chiến dịch công kích Roark. Dominique gặp lại và biết thêm về Roark trong một bữa tiệc tại nhà của Kiki Holcombe. Dominique trở thành đồng minh của Toohey, bao gồm cả việc thuyết phục nhiều khách hàng thuê Keating thay vì thuê Roark để xây dựng công trình. Tuy nhiên cô vẫn thường xuyên ghé lại qua đêm nhà của Roark; cả hai không cho ai biết về mối quan hệ của mình.
Toohey điều khiển và sai khiến một khách hàng của Roark kiện Roark ra tòa năm 1931, trong vụ "Đền Stoddard". Tại phiên tòa, các kiến trúc sư nổi tiếng làm nhân chứng đã cho rằng phong cách của Roark là không chính thống, và còn báng bổ thần thánh. Dominique bảo vệ quan điểm của Roark nhưng Roark vẫn thua kiện. Dominique bị sa thải khỏi tờ báo Ngọn cờ. Sau đó Keating quyết định cùng Catherine bỏ trốn để làm đám cưới. Nhưng đúng vào thời gian đó thì Dominique gặp Keating và hỏi anh có muốn cưới mình không. Keating nhận lời và hai người cưới nhau. Dominique cống hiến hết mình cho lợi ích của Keating.
Gail Wynand là ông chủ Tập đoàn báo chí Wynand, chủ bút của tờ Ngọn cờ New York. Để Keating có hợp đồng thiết kế công trình Stoneridge, rất lớn của Wynand, Toohey đã tặng cho Wynand bức tượng khỏa thân của đền Stoddard cũ (người mẫu là Dominique). Wynand đồng ý hẹn gặp với cô, và Peter đồng ý. Khi 2 người gặp nhau, Wynand đã bị Dominique thu hút mạnh mẽ. Wynand yêu cầu nếu muốn có hợp đồng thì cô phải đi chơi với Wynand 2 tháng trên du thuyền. Trong chuyến đi, Wynand đã nói lời yêu và muốn cưới cô, và Dominique đồng ý. Họ chỉ đi chơi trong 7 ngày rồi quay về. Dominique đến Clayton, Ohio trong một buổi chiều để thông báo cho Roark. Sau khi giải quyết xong việc ly hôn, Wynand và Dominique đã kết hôn và tổ chức một đám cưới lớn. Gail Wyand muốn xây dựng một ngôi nhà, ông phát hiện ra rằng mọi ngôi nhà mà ông thích đều được thiết kế bởi Roark, vì vậy ông tuyển mộ Roark để xây dựng một ngôi nhà mới ở ngoại ô. Roark và Wynand trở thành bạn bè thân thiết mặc dù Wynand không biết về mối quan hệ trong quá khứ của Roark với Dominique.
Guy Francon về hưu khi đã già, bây giờ chỉ còn Keating. Một thời gian sau hãng xuống dốc dần, được đổi tên là Keating & Dumont. Để tìm lại danh tiếng, Keating cầu xin Toohey dùng ảnh hưởng của mình để giúp Keating có được dự án nhà ở Cortlandt (một dự án nhà ở cho người nghèo của chính phủ). Keating yêu cầu sự giúp đỡ của Roark trong việc thiết kế Cortlandt, như đã làm với những công trình khác của Peter. Roark đồng ý thiết kế toàn bộ bản vẽ tòa nhà Cortlandt và ký tên Keating vào bản vẽ với một điều kiện rằng tòa nhà sẽ được xây dựng chính xác như thiết kế. Khi Roark trở về New York từ một chuyến đi chơi dài ngày với Wynand, anh thấy rằng việc thiết kế Cortlandt đã bị thay đổi bất chấp thỏa thuận của mình với Keating. Roark đã cho nổ tòa nhà. Dominique bị thương suýt chết trong vụ này.
Roark bị bắt giữ nhưng được tại ngoại nhờ Wynand. Anh bị lên án rộng rãi nhưng Wynand ra lệnh cho các tờ báo của mình phải bảo vệ Roark bằng mọi giá. Công chúng tẩy chay Wynand và các cuộc đình công của nhân viên liên tục xảy ra, nhất là khi Wynand sa thải Toohey và 3 nhân viên quan trọng vì viết báo kết tội Roark. Chỉ còn một ít nhân viên trụ lại Ngọn cờ, Dominique cũng phải tham gia phụ giúp tờ báo. Tờ báo bị tẩy chay. Hội đồng quản trị cuối cùng phục chức cho 3 nhân viên, trừ Toohey, và đảo ngược quan điểm của tờ Ngọn cờ trong vụ Cortlandt. Wynand nhượng bộ và cũng viết bài lên án Roark. Alvah Scarret điều hành tờ Ngọn cờ, đảm nhiệm đường lối, chủ trương của tờ báo. Ngọn cờ trở lại như trước. Dominique đến gặp Roark tại Thung lũng Monadnock và qua đêm. Sáng hôm sau cô tạo ra một vụ mất trộm giả để được lên báo. Cô đã nói với Wynand về quan hệ của mình với Roark trước đây, sau đó Dominique về ở tại nhà cha mình là Guy Francon.
Tại phiên tòa xử vụ án Cortlandt, Roark đã phát biểu về giá trị của các cá nhân trong lịch sử, về tư duy của con người cũng như tầm quan trọng của sự độc lập tư duy của mỗi cá nhân; "Quyền đầu tiên của con người trên trái đất này là quyền có cái tôi". 12 vị thẩm phán đã quyết định cho Roark vô tội. Roger Enright mua lại cả khu đất Cortlandt, thuê Roark thi công dự án. Wynand được tòa chấp thuận cho ly hôn. Toohey thắng vụ kiện lao động, phục chức nhưng tờ Ngọn cờ New York kết thúc hoạt động. Wynand ký kết hợp đồng với Roark về việc thiết kế Tòa nhà Wynand, một tòa nhà chọc trời cao nhất New York, đồng thời tuyên bố không bao giờ gặp lại Roark nữa. Mười tám tháng sau, tòa nhà của Wynand đang được xây dựng và Dominique bây giờ là vợ của Roark. Dominique đến gặp Roark trên công trường thi công, ở đó, chỉ còn đại dương, bầu trời, và hình dáng của Howard Roark (dòng cuối cùng của tiểu thuyết).

## Nhân vật
- Howard Roark: là nhân vật chính của tiểu thuyết. Roark là sinh viên của trường Stanton nhưng bị đuổi học lúc 22 tuổi. Trong 3 năm theo học tại Stanton, Roark ở trọ tại nhà của mẹ con Peter Keating.
- Peter Keating: là sinh viên ngôi sao của Học viện Stanton. Anh đã tốt nghiệp với bằng xuất sắc; lớn hơn Roark hai tuổi và học trên một khóa. Mẹ của Perer là Louisa Keating.
- Guy Francon: của hãng Francon & Heyer danh tiếng, cựu sinh viên nổi tiếng nhất của Học viện Stanton, Phó chủ tịch Hiệp hội Kiến trúc sư Hoa Kỳ, hiệp sĩ Bắc đẩu bội tinh Pháp. Ông là cha của Dominique.
- Dominique Francon: con gái duy nhất của Guy Francon, một phóng viên, nhà báo, phụ trách cột báo Nhà của bạn trên tờ Ngọn cờ New York. Lĩnh vực của cô là trang trí nhà cửa nhưng đôi khi cô cũng viết bài về phê bình kiến trúc. Cô có một tình yêu mãnh liệt và đặc biệt đối với Howard Roark.
- Ellsworth Monkton Toohey: nhà phê bình nổi tiếng về kiến trúc. Ông bày tỏ sự ngưỡng mộ đối với tất cả các phong cách kiến trúc vĩ đại trong lịch sử nhưng bác bỏ kiến trúc hiện đại. Khi còn học trung học, Ellsworth là ngôi sao về hùng biện. Sau đó Ellsworth vào Đại học Harvard và tốt nghiệp loại ưu. Toohey cũng đã lấy bằng thạc sĩ từ một trường đại học ở New York. Tác phẩm Những lời răn trên đá, được xuất bản vào tháng 11/1925, giới thiệu toàn bộ lịch sử ngành kiến trúc. Sau đó ông được giao phụ trách mục Một tiếng nói nhỏ trên tờ báo Ngọn cờ New York của Gail Wynand, chuyên về phê bình nghệ thuật, văn học...
- Gail Wynand: Chủ tịch tập đoàn báo chí Wynand, "một gã quý tộc vô lại" (theo lời của Austen Heller). Wynand sinh ra ở Hell’s Kitchen, New York, là đứa con duy nhất trong nhà. Cậu đã làm đủ mọi nghề kể từ khi còn nhỏ: bán báo, làm việc ở cửa hàng thực phẩm, phòng chơi bi-a, đánh giầy... tự học đọc và viết. 23 tuổi trở thành Tổng biên tập Gazette. 2 năm sau tờ Gazette trở thành Ngọn cờ New York. Tiêu chí làm báo: "Sex là ưu tiên số một, Nước mắt là số hai".
- Catherine Halsey (Katie): người yêu của Peter Keating. Catherine sống với bà mẹ góa của mình ở Boston. Sau khi mẹ cô qua đời, Catherine đã đến sống với Ellsworth Toohey ở New York năm 1921 (mẹ của Katie là chị của Toohey).
- Henry Cameron: kiến trúc sư, "nổi tiếng một thời như một trong những cha đẻ của cái gọi là trường phái kiến trúc hiện đại nhưng từ đó đã bị đào thải vào trong lãng quên một cách đích đáng" do sự trở lại của chủ nghĩa Cổ điển. Roark từng làm việc cho Henry từ 1922-1925. Tháng 2 năm 1925 Henry Cameron ngừng công việc kiến trúc do bị bệnh, thường phải ngồi xe lăn, và về điều trị ở New Jersey. Mất năm 1928.
- Gordon L. Prescott: thành viên của Hiệp hội Kiến trúc Hoa Kỳ. Khi Ellsworth Toohey thành lập Hiệp hội Những nhà Xây dựng Hoa Kỳ với Peter Keating làm Chủ tịch hội thì Prescott làm Phó chủ tịch và thủ quỹ.
- John Erik Snyte: kiến trúc sư, không bài xích kiến trúc hiện đại. Roark đã làm việc cho Snyte 5 tháng, sau đó tách ra thành lập văn phòng để xây biệt thự Heller.
- Austen Heller: cây bút ngôi sao của tờ Thời Báo, một tờ báo độc lập nổi bật, đối thủ lớn nhất của tập đoàn báo chí Wynand. Heller sinh trưởng từ một gia đình lâu đời, nổi tiếng và đã tốt nghiệp Đại học Oxford, Anh Quốc. Ông là một nhà phê bình văn học, chống đối những hình thức áp đặt, bảo thủ, rập khuôn trong kiến trúc nên ông yêu thích kiến trúc hiện đại. Biệt thự Heller, do Roark thiết kế và xây dựng, được hoàn thành vào tháng 11/1926, được biết đến với cái tên "Nhà thương điên".
- Mike Donnigan: thợ điện, bạn thân của Roark. Quen biết nhau khi Roark đang làm cho hãng Francon & Hayer. Sau này khi Roark mở văn phòng và xây dựng công trình Mike thường làm công nhân cho Roark.
- Ralston Holcombe: Chủ tịch Hiệp hội Kiến trúc sư Hoa Kỳ. Ông công khai chỉ trích sự ngu dốt của việc xây dựng các tòa nhà kiểu Hy Lạp, Gothic hay La Mã, nhưng trung thành với phong cách Phục Hưng. Vợ ông là "Kiki" Holcombe, con gái độc nhất của đế chế kẹo cao su, thường tổ chức những bữa tiệc cho giới văn nghệ sĩ.
- Alvah Scarret: Tổng biên tập những tờ báo của tập đoàn Wynand, phụ trách mục Quan sát và Suy ngẫm trên trang nhất của tờ Ngọn cờ New York. Alvah Scarret là người duy nhất còn trụ lại từ tờ Gazette. Scarret chơi golf rất giỏi và góa vợ.
- Roger Enright: triệu phú, sở hữu một hãng dầu mỏ. Tòa nhà Enright, do Roark thiết kế và xây dựng, khánh thành vào tháng 6/1929.
- Steven Mallory: nhà điêu khắc. Anh bị kết án hai năm tù, cho hưởng án treo vì tội bắn (trượt) Ellsworth Toohey. Sau đó Mallory làm việc cho Roark trong dự án Đền Stoddard, điêu khắc một bức tượng phụ nữ khỏa thân (người làm mẫu là Dominique Francon).
- Lois Cook: nữ văn sĩ, "tài năng văn học lớn nhất kể từ Goethe" (lời của Ellsworth Toohey). Lois Cook là Chủ tịch Hội Nhà văn Hoa Kỳ (hội do Toohey lập).
- Hopton Stoddard: người mà, theo sự gợi ý của Toohey, đã thuê Roark xây Đền Stoddard cho Linh hồn Con người. Sau khi công trình được xây xong, Hopton Stoddard đã nộp đơn kiện Howard Roark vì đã vi phạm hợp đồng và lạm dụng quyền hạn.